# Chris Wondolowski
Christopher Elliott Wondolowski (Danville, California, Estados Unidos, 28 de enero de 1983), más conocido como Chris Wondolowski, es un exfutbolista estadounidense, de ascendencia polaca, que jugaba como delantero. Su hermano, Stephen Wondolowski, también es futbolista.

## Trayectoria

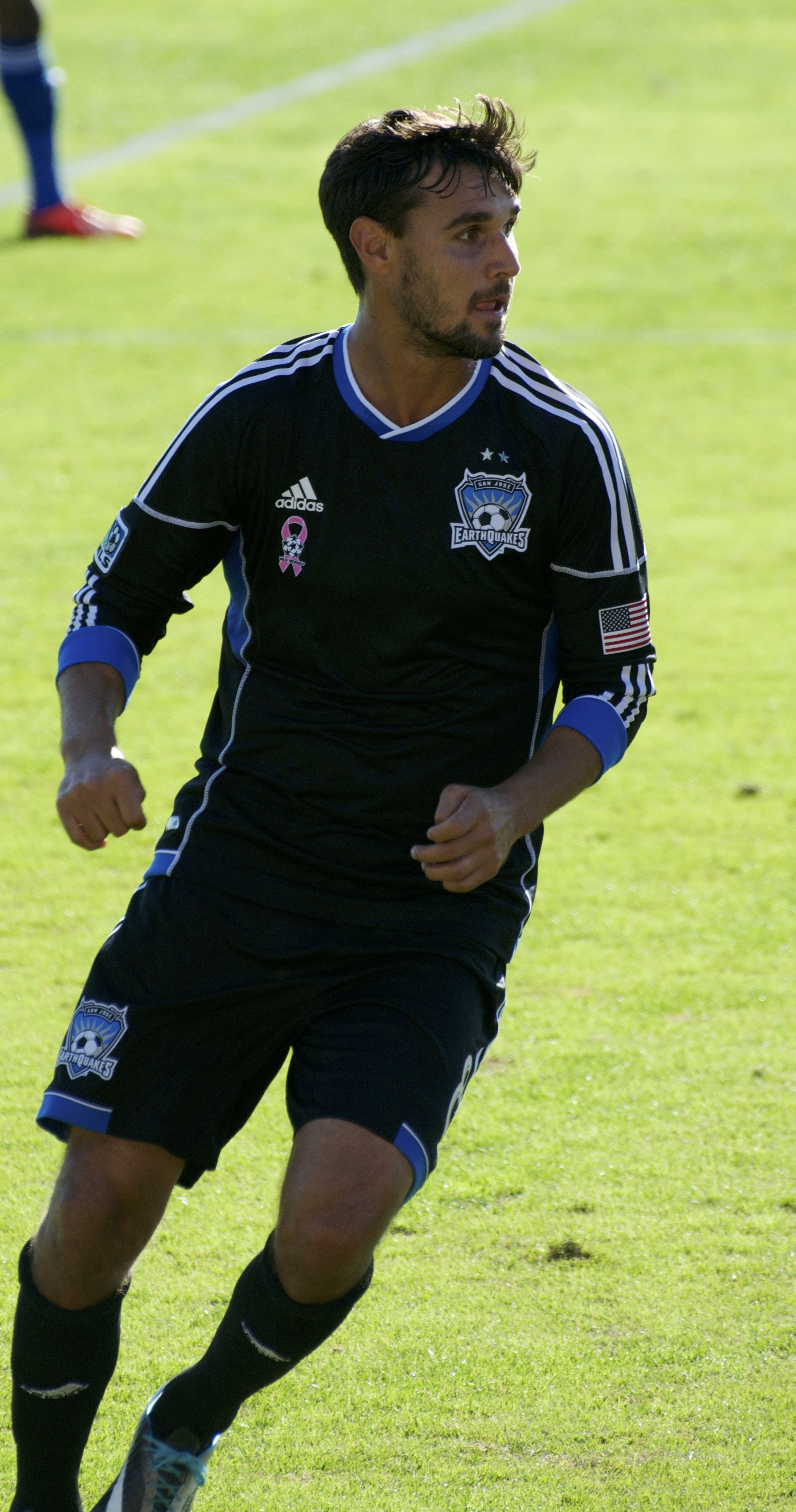
Wondolowski jugando ante el FC Dallas en 2013.

Wondolowski fue elegido por el San Jose Earthquakes en el Draft Complementario de la MLS 2005. Sólo tuvo dos apariciones en la MLS para San José en 2005.
En 2006 se trasladó a Houston Dynamo, en esa temporada marcó 13 goles en 11 partidos. Marcó su primer gol en la Major League Soccer el 30 de agosto de 2006 contra el Chicago Fire.
En 2007, Wondolowski anotó contra el Pachuca CF en la ronda semifinal de la Copa de Campeones de la CONCACAF, a pesar de que Houston Dynamo fue eliminado en la segunda etapa. Anotó su segundo gol en la Major League Soccer de nuevo contra el Chicago Fire el 12 de julio de 2007, y su cuarto gol para el Houston Dynamo fue contra el New York Red Bulls el 16 de mayo de 2009, fue también el gol número 7000 en la historia de la Major League Soccer.
Wondolowski fue transferido al San Jose Earthquakes en el 2009, a cambio de Cam Weaver en junio de 2009. En el San Jose Earthquakes, Wondolowski comenzó a recibir más tiempo de juego y apareció en 14 juegos en los que anotó 3 goles. Wondolowski ganó la Bota de Oro de la MLS al anotar 18 goles (4 goles en los últimos 2 partidos), uno más que Edson Buddle. En 2012 volvió a ganar la Bota de Oro de la MLS con los Quakes, anotando 27 goles e igualando la marca histórica de Roy Lassiter de 1996. Días después fue nombrado como el Jugador Más Valioso de la temporada.
Se retiró al finalizar la temporada 2021.

## Selección estadounidense
Wondolowski fue un miembro regular de la selección nacional estadounidense, pero tuvo que esperar hasta su partido número doce para anotar su primer gol. Éste llegó el 5 de julio de 2013, en la victoria 6-0 sobre Guatemala en un partido amistoso. Días después anotó un tripleta en la goleada 6-1 de Estados Unidos sobre Belice en el partido inaugural de los norteamericanos en la Copa Oro 2013. El 13 de julio volvió a anotar para ubicarse como el goleador provisional del torneo, esta vez un doblete en la victoria 4-1 sobre Cuba.
El 12 de mayo de 2014, el entrenador de la selección estadounidense Jürgen Klinsmann incluyó a Wondolowski en la lista provisional de 30 jugadores con miras a la Copa Mundial de Fútbol de 2014. Finalmente, fue incluido en la lista definitiva de 23 jugadores el 22 de mayo. Hizo su debut en el torneo ingresando en los últimos minutos en el empate 2-2 frente a Portugal en la fase de grupos.

### Participaciones en Copas del Mundo
| Mundial              | Sede   | Resultado        |
| -------------------- | ------ | ---------------- |
| Copa Mundial de 2014 | Brasil | Octavos de final |

### Participaciones en Copas América
| Copa              | Sede           | Resultado    |
| ----------------- | -------------- | ------------ |
| Copa América 2016 | Estados Unidos | Cuarto lugar |

### Participaciones en Copas de Oro
| Copa             | Sede           | Resultado    |
| ---------------- | -------------- | ------------ |
| Copa de Oro 2011 | Estados Unidos | Subcampeón   |
| Copa de Oro 2013 | Estados Unidos | Campeón      |
| Copa de Oro 2015 | Estados Unidos | Cuarto lugar |

## Estadísticas

### Clubes
Actualizado a fin de carrera deportiva.
| Club                 | País           | Año       | Partidos | Goles | Media goleadora |
| -------------------- | -------------- | --------- | -------- | ----- | --------------- |
| Chico State Wildcats | Estados Unidos | 2005      | 17       | 17    | 1               |
| San Jose Earthquakes | Estados Unidos | 2005      | 2        | 0     | 0               |
| Houston Dynamo       | Estados Unidos | 2006-2009 | 47       | 5     | 0.11            |
| San Jose Earthquakes | Estados Unidos | 2009-2021 | 399      | 176   | 0.44            |
| Total                | Total          | Total     | 448      | 198   | 0.4             |

Fuentes: Transfermarkt Soccerway

### Selección nacional
Actualizado al fin de carrera deportiva.
| Año   | Partidos | Goles | Media goleadora |
| ----- | -------- | ----- | --------------- |
| 2011  | 5        | 0     | 0               |
| 2012  | 3        | 0     | 0               |
| 2013  | 9        | 6     | 0.67            |
| 2014  | 8        | 3     | 0.38            |
| 2015  | 6        | 1     | 0.17            |
| 2016  | 4        | 1     | 0.25            |
| Total | 35       | 11    | 0.31            |

Fuentes: Transfermarkt Soccerway

## Palmarés

### Títulos nacionales
| Título                 | Club                 | País           | Año  |
| ---------------------- | -------------------- | -------------- | ---- |
| Conference Cup         | Houston Dynamo       | Estados Unidos | 2006 |
| MLS Cup                | Houston Dynamo       | Estados Unidos | 2006 |
| Conference Cup         | Houston Dynamo       | Estados Unidos | 2007 |
| MLS Cup                | Houston Dynamo       | Estados Unidos | 2007 |
| MLS Supporters' Shield | San Jose Earthquakes | Estados Unidos | 2012 |

### Títulos internacionales
| Título                     | Club (*)                 | País           | Año  |
| -------------------------- | ------------------------ | -------------- | ---- |
| Copa de Oro de la Concacaf | Selección estadounidense | Estados Unidos | 2013 |

(*) Incluyendo la selección.

### Distinciones individuales
| Distinción                                          | Año  |
| --------------------------------------------------- | ---- |
| Bota de Oro de la MLS (18 goles)                    | 2010 |
| Bota de Oro de la MLS (27 goles)                    | 2012 |
| Jugador Más Valioso de la Major League Soccer       | 2012 |
| Bota de Oro de la Copa Oro de la Concacaf (5 goles) | 2013 |